# Паукартамбо (провинция)
Паукартамбо (исп. Provincia de Paucartambo, кечуа Pawqartampu pruwinsya) — одна из 13 провинций перуанского региона Куско. Площадь составляет 6295 км². Население — 45 877 человек; плотность населения — 7,29 чел/км². Столица — одноимённый город.

## История
Провинция была создана 21 июня 1825 года.

## География
Граничит с провинциями Киспиканчи (на востоке и юге) и Калка (на западе), а также с регионом Мадре-де-Дьос (на севере).

## Административное деление
В административном отношении делится на 7 районов:
- Паукартамбо
- Каикай
- Чальябамба
- Колкепата
- Уанкарани
- Косньяпата